# Краснокаменск (городское поселение)
Посёлок Краснокаменск — муниципальное образование со статусом городского поселения в Курагинском районе Красноярского края.
Административный центр — пгт Краснокаменск.
В рамках административно-территориального устройства соответствует административно-территориальной единице посёлок городского типа Краснокаменск (с подчинёнными ему 3 населёнными пунктами)..
В 1992 году с Краснокаменским поссоветом был объединён Нижнебыстрянский сельсовет.

## Население
| 2010  | 2011  | 2012  | 2013  | 2014  | 2015  | 2016  |
| ----- | ----- | ----- | ----- | ----- | ----- | ----- |
| 4759  | ↘4747 | ↘4633 | ↘4521 | ↘4409 | ↘4364 | ↘4276 |
| 2017  |       |       |       |       |       |       |
| ↘4220 |       |       |       |       |       |       |

## Состав
В состав городского поселения входят 3 населённых пункта:
| № | Населённый пункт | Тип населённого пункта      | Население |
| - | ---------------- | --------------------------- | --------- |
| 1 | Краснокаменск    | пгт, административный центр | ↘4046     |
| 2 | Нижняя Быстрая   | село                        | 69        |
| 3 | Пионерск         | посёлок                     | 23        |

Упразднены
- деревня Сонино[14]

## Местное самоуправление
Краснокаменский поселковый Совет депутатов
Дата избрания: 14.03.2010. Срок полномочий: 5 лет. Количество депутатов:  10
Глава муниципального образования
- Горбов Виктор Борисович. Дата избрания: 14.03.2010. Срок полномочий: 5 лет